# Division IA du Championnat du monde féminin de hockey sur glace 2016
Navigation
Division IA 2017
Le tournoi de la Division IA du Championnat du monde féminin de hockey sur glace 2016 se déroule à Aalborg au Danemark du 25 au 31 mars 2016.
| \| Localisation de Aalborg au Nord du Danemark. \| Localisation de Aalborg au Nord du Danemark. |
| Localisation de Aalborg au Nord du Danemark.                                                    |

## Format de la compétition
Le Championnat du monde féminin de hockey sur glace est un ensemble de plusieurs tournois regroupant les nations en fonction de leur niveau. Les meilleures équipes disputent le titre dans la Division Élite.

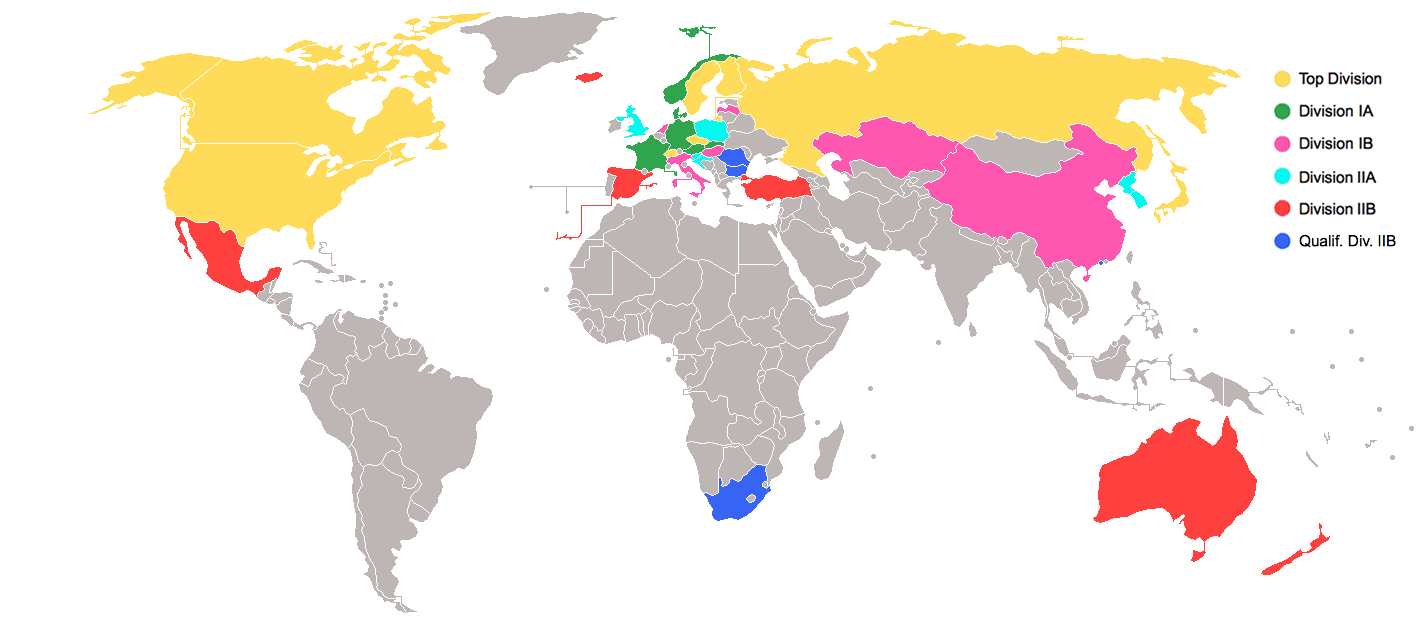
Pays participant au Championnat du monde féminin de hockey sur glace 2016.

Les 8 équipes de la Division Élite sont réparties en deux groupes de 4 : les mieux classées dans le groupe A et les autres dans le groupe B. Chaque groupe est disputé sous la forme d'un championnat à matches simples. Les 2 premiers du groupe A sont qualifiés d'office pour les demi-finales. Les 2 derniers du groupe A et les 2 premiers du groupe B s'affrontent lors de quarts de finale croisés. Les 2 derniers du groupe B participent au tour de relégation qui détermine l'équipe qui est reléguée en Division I A lors de l'édition de 2017.
Pour les autres divisions qui comptent 6 équipes (sauf le groupe de Qualification pour la Division II B qui en compte 4), les équipes s’affrontent entre elles et, à l'issue de cette compétition, le premier est promu dans la division supérieure et le dernier est relégué dans la division inférieure.
Lors des phases de poule, les points sont attribués ainsi :
- 3 points pour une victoire dans le temps réglementaire ;
- 2 points pour une victoire en prolongation ou aux tirs de fusillade ;
- 1 point pour une défaite en prolongation ou aux tirs de fusillade ;
- 0 point pour une défaite dans le temps réglementaire.

## Résultats
| 25 mars 2016 | Norvège | 1-4 (0-1, 0-3, 1-0) | France | Aalborg Gigantium 160 spectateurs |

| Feuille de match        | Feuille de match                | Feuille de match   | Feuille de match | Feuille de match                                                                    |
| ----------------------- | ------------------------------- | ------------------ | --- | ----------------------------------------------------------------------------------- |
|                         | - Dalen (Fischer) — 41 min 40 s | 0-1 0- 0-3 0-4 1-4 | Allemoz (Bouché) — 17 min 34 s (SN) Allemoz (Aurard, Passard) — 28 min 21 s Duvin (Baudrit, Fohrer) — 34 min 2 s Passard (Allemoz, Aurard) — 37 min 46 s - | Arbitrage : Deana Cuglietta Juges de lignes : Marine Dinant Trine Viskum Phillipsen |
| Karoline Johanne Aarvik | Gardiens                        | Caroline Baldin    | | Arbitrage : Deana Cuglietta Juges de lignes : Marine Dinant Trine Viskum Phillipsen |
| 12 min                  | Pénalités                       | 8 min              | | Arbitrage : Deana Cuglietta Juges de lignes : Marine Dinant Trine Viskum Phillipsen |
| 24                      | Tirs                            | 23                 | | Arbitrage : Deana Cuglietta Juges de lignes : Marine Dinant Trine Viskum Phillipsen |

| 25 mars 2016 | Slovaquie | 2-4 (1-1, 1-2, 0-1) | Allemagne | Aalborg Gigantium 154 spectateurs |

| Feuille de match | Feuille de match                                                        | Feuille de match        | Feuille de match | Feuille de match                                                     |
| ---------------- | ----------------------------------------------------------------------- | ----------------------- | --- | -------------------------------------------------------------------- |
|                  | Gapova (Klimášová) — 7 min 41 s - Klimášová (Kapustova) — 32 min 54 s - | 1-0 1-1 1-2 1-3 2-3 2-4 | - Kamenik — 12 min 42 s Kluge (Lanzl) — 27 min 29 s Kluge (Lanzl, Anwander) — 30 min 8 s (SN) - Anwander (Kluge) — 43 min 24 s | Arbitrage : Henna Aberg Juges de lignes : Amy Lack Michaela Stefkova |
| Romana Kiapešová | Gardiens                                                                | Jennifer Harss          | | Arbitrage : Henna Aberg Juges de lignes : Amy Lack Michaela Stefkova |
| 10 min           | Pénalités                                                               | 6 min                   | | Arbitrage : Henna Aberg Juges de lignes : Amy Lack Michaela Stefkova |
| 18               | Tirs                                                                    | 40                      | | Arbitrage : Henna Aberg Juges de lignes : Amy Lack Michaela Stefkova |

| 25 mars 2016 | Danemark | 3-4 (1-2, 1-0, 1-2) | Autriche | Aalborg Gigantium 316 spectateurs |

| Feuille de match     | Feuille de match | Feuille de match            | Feuille de match | Feuille de match                                                         |
| -------------------- | --- | --------------------------- | --- | ------------------------------------------------------------------------ |
|                      | Persson (Jakobsen) — 8 min 11 s (SN) - Jakobsen (Glud, Jensen) — 31 min 48 s (SN) Gregersen (Frandsen, Asperup) — 50 min 58 s (SN) - | 1-0 1-1 1-2 2-2 3-2 3-3 3-4 | - Weber (Beiter Schwarzler, Kantor) — 12 min 20 s Beiter Schwarzler (Kantor, Weber) — 19 min 20 s (SN) - Weber (Beiter Schwarzler) — 53 min 23 s Meixner (Hummel) — 59 min 14 s (IN) | Arbitrage : Katie Guay Juges de lignes : Magali Anex Jamie Fenstermacher |
| Kamilla Lund Nielsen | Gardiens | Theresa Hornich             | | Arbitrage : Katie Guay Juges de lignes : Magali Anex Jamie Fenstermacher |
| 20 min               | Pénalités | 8 min                       | | Arbitrage : Katie Guay Juges de lignes : Magali Anex Jamie Fenstermacher |
| 14                   | Tirs | 31                          | | Arbitrage : Katie Guay Juges de lignes : Magali Anex Jamie Fenstermacher |

| 26 mars 2016 | France | 5-0 (1-0, 2-0, 2-0) | Slovaquie | Aalborg Gigantium 97 spectateurs |

| Feuille de match | Feuille de match | Feuille de match    | Feuille de match | Feuille de match                                                         |
| ---------------- | --- | ------------------- | ---------------- | ------------------------------------------------------------------------ |
|                  | Aurard (Allemoz) — 16 s Duvin (Fohrer, Bouetz Andrieu) — 21 min 18 s Baudrit (Bouché, Fohrer) — 27 min 48 s Gendarme (Fohrer) — 50 min 41 s Escudero (Vix, Jouanny) — 55 min 34 s | 1-0 2-0 3-0 4-0 5-0 | -                | Arbitrage : Yana Zueva Juges de lignes : Magali Anex Jamie Fenstermacher |
| Caroline Lambert | Gardiens | Jana Budajova       |                  | Arbitrage : Yana Zueva Juges de lignes : Magali Anex Jamie Fenstermacher |
| 12 min           | Pénalités | 10 min              |                  | Arbitrage : Yana Zueva Juges de lignes : Magali Anex Jamie Fenstermacher |
| 28               | Tirs | 24                  |                  | Arbitrage : Yana Zueva Juges de lignes : Magali Anex Jamie Fenstermacher |

| 26 mars 2016 | Allemagne | 3-2 (3-2, 0-0, 0-0) | Danemark | Aalborg Gigantium 325 spectateurs |

| Feuille de match | Feuille de match                                                                            | Feuille de match                                        | Feuille de match                                                                             | Feuille de match                                                     |
| ---------------- | ------------------------------------------------------------------------------------------- | ------------------------------------------------------- | -------------------------------------------------------------------------------------------- | -------------------------------------------------------------------- |
|                  | Zorn (Bittner) — 21 s Kluge (Anwander) — 5 min 50 s (SN) - Rothemund (Zorn) — 13 min 37 s - | 1-0 2-0 2-1 3-1 3-2                                     | - Langsager (Østergaard, Asperup) — 8 min 17 s (SN) - Densing (Frandsen, Brix) — 16 min 47 s | Arbitrage : Katie Guay Juges de lignes : Liv Andersson Marine Dinant |
| Ivonne Schroder  | Gardiens                                                                                    | Kamilla Lund Nielsen (20 min) Lisa Jensen (38 min 55 s) |                                                                                              | Arbitrage : Katie Guay Juges de lignes : Liv Andersson Marine Dinant |
| 6 min            | Pénalités                                                                                   | 6 min                                                   |                                                                                              | Arbitrage : Katie Guay Juges de lignes : Liv Andersson Marine Dinant |
| 32               | Tirs                                                                                        | 18                                                      |                                                                                              | Arbitrage : Katie Guay Juges de lignes : Liv Andersson Marine Dinant |

| 26 mars 2016 | Autriche | 4-3 (TB) (0-3, 1-0, 2-0, 0-0, 1-0) | Norvège | Aalborg Gigantium 173 spectateurs |

| Feuille de match                                   | Feuille de match | Feuille de match            | Feuille de match                                                                                        | Feuille de match                                                                    |
| -------------------------------------------------- | --- | --------------------------- | --- | ----------------------------------------------------------------------------------- |
|                                                    | - Weber (Altmann, Wittich) — 24 min 17 s Altmann (Meixner, Fazokas) — 52 min 20 s Weber (Fazokas) — 56 min 40 s (SN) Altmann — 65 min (TB) | 0-1 0-2 0-3 1-3 2-3 3-3 4-3 | Bialik (Henriksen) — 5 min 23 s Henriksen (Bialik) — 6 min 53 s Bialik (Øiseth, Engmann) — 8 min 47 s - | Arbitrage : Henna Aberg Juges de lignes : Trine Viksum Phillipsen Michaela Stefkova |
| Nicole Arnberger (20 min) Theresa Hornich (45 min) | Gardiens | Ingrid Sandven              | | Arbitrage : Henna Aberg Juges de lignes : Trine Viksum Phillipsen Michaela Stefkova |
| 6 min                                              | Pénalités | 12 min                      | | Arbitrage : Henna Aberg Juges de lignes : Trine Viksum Phillipsen Michaela Stefkova |
| 34                                                 | Tirs | 37                          | | Arbitrage : Henna Aberg Juges de lignes : Trine Viksum Phillipsen Michaela Stefkova |

| 28 mars 2016 | Slovaquie | 1-3 (1-1, 0-2, 0-0) | Danemark | Aalborg Gigantium 325 spectateurs |

| Feuille de match | Feuille de match                             | Feuille de match | Feuille de match                                                                             | Feuille de match                                                         |
| ---------------- | -------------------------------------------- | ---------------- | -------------------------------------------------------------------------------------------- | ------------------------------------------------------------------------ |
|                  | Lucova (Ištocyová, Ihnaťová) — 10 min 57 s - | 1-0 1-1 1-2 1-3  | - Weis — 18 min 27 s (SN) Glud (Brix) — 21 min 50 s Glud (Jakobsen, Brix) — 34 min 24 s (SN) | Arbitrage : Yana Zueva Juges de lignes : Marine Dinant Michaela Stefkova |
| Romana Kiapešová | Gardiens                                     | Lisa Jensen      |                                                                                              | Arbitrage : Yana Zueva Juges de lignes : Marine Dinant Michaela Stefkova |
| 10 min           | Pénalités                                    | 6 min            |                                                                                              | Arbitrage : Yana Zueva Juges de lignes : Marine Dinant Michaela Stefkova |
| 17               | Tirs                                         | 29               |                                                                                              | Arbitrage : Yana Zueva Juges de lignes : Marine Dinant Michaela Stefkova |

| 28 mars 2016 | Autriche | 1-2 (0-1, 0-0, 1-1) | France | Aalborg Gigantium 130 spectateurs |

| Feuille de match | Feuille de match                           | Feuille de match | Feuille de match                                                  | Feuille de match                                                                    |
| ---------------- | ------------------------------------------ | ---------------- | ----------------------------------------------------------------- | ----------------------------------------------------------------------------------- |
|                  | - Beiter Schwarzler (Altmann) — 52 min 9 s | 0-1 0-2 1-2      | Allemoz (Gendarme) — 5 min 13 s Allemoz (Passard) — 42 min 58 s - | Arbitrage : Deana Cuglietta Juges de lignes : Liv Andersson Trine Viksum Phillipsen |
| Theresa Hornich  | Gardiens                                   | Caroline Baldin  |                                                                   | Arbitrage : Deana Cuglietta Juges de lignes : Liv Andersson Trine Viksum Phillipsen |
| 12 min           | Pénalités                                  | 14 min           |                                                                   | Arbitrage : Deana Cuglietta Juges de lignes : Liv Andersson Trine Viksum Phillipsen |
| 25               | Tirs                                       | 21               |                                                                   | Arbitrage : Deana Cuglietta Juges de lignes : Liv Andersson Trine Viksum Phillipsen |

| 28 mars 2016 | Allemagne | 3-0 (1-0, 2-0, 0-0) | Norvège | Aalborg Gigantium 157 spectateurs |

| Feuille de match | Feuille de match                                                                                                | Feuille de match | Feuille de match | Feuille de match                                                      |
| ---------------- | --- | ---------------- | ---------------- | --------------------------------------------------------------------- |
|                  | Strobel (Kluge, Anwander) — 15 min 15 s Kluge (Anwander) — 30 min (SN) Anwander (Schuster, Kluge) — 33 min 41 s | 1-0 2-0 3-0      | -                | Arbitrage : Katie Guay Juges de lignes : Jamie Fenstermacher Amy Lack |
| Jennifer Harss   | Gardiens | Ingrid Sandven   |                  | Arbitrage : Katie Guay Juges de lignes : Jamie Fenstermacher Amy Lack |
| 6 min            | Pénalités | 6 min            |                  | Arbitrage : Katie Guay Juges de lignes : Jamie Fenstermacher Amy Lack |
| 18               | Tirs | 19               |                  | Arbitrage : Katie Guay Juges de lignes : Jamie Fenstermacher Amy Lack |

| 29 mars 2016 | Autriche | 4-1 (1-0, 0-1, 3-0) | Slovaquie | Aalborg Gigantium 93 spectateurs |

| Feuille de match | Feuille de match | Feuille de match    | Feuille de match                                | Feuille de match                                                          |
| ---------------- | --- | ------------------- | ----------------------------------------------- | ------------------------------------------------------------------------- |
|                  | Lopez — 14 min 59 s - Kantor (Hybler, Hummel) — 40 min 55 s (SN) Meixner (Altmann) — 56 min 18 s Kantor — 59 min 54 s (CV) | 1-0 1-1 2-1 3-1 4-1 | - Gorecka (Klimášová, Ihnaťová) — 25 min 14 s - | Arbitrage : Yana Zueva Juges de lignes : Amy Lack Trine Viksum Phillipsen |
| Theresa Hornich  | Gardiens | Romana Kiapešová    |                                                 | Arbitrage : Yana Zueva Juges de lignes : Amy Lack Trine Viksum Phillipsen |
| 8 min            | Pénalités | 8 min               |                                                 | Arbitrage : Yana Zueva Juges de lignes : Amy Lack Trine Viksum Phillipsen |
| 24               | Tirs | 13                  |                                                 | Arbitrage : Yana Zueva Juges de lignes : Amy Lack Trine Viksum Phillipsen |

| 29 mars 2016 | France | 0-5 (0-1, 0-0, 0-4) | Allemagne | Aalborg Gigantium 155 spectateurs |

| Feuille de match | Feuille de match | Feuille de match    | Feuille de match | Feuille de match                                                                |
| ---------------- | ---------------- | ------------------- | --- | ------------------------------------------------------------------------------- |
|                  | -                | 0-1 0-2 0-3 0-4 0-5 | Spielberger (Zorn, Bittner) — 2 min 48 s Lanzl (Anwander, Eisenschmidt) — 45 min 20 s (SN) Kluge (Lanzl, Fiegert) — 46 min 46 s (SN) Kluge (Lanzl, Anwander) — 53 min 36 s (SN) Zorn (Spielberger, Fiegert) — 59 min 59 s | Arbitrage : Deana Cuglietta Juges de lignes : Marine Dinant Jamie Fenstermacher |
| Caroline Lambert | Gardiens         | Jennifer Harss      | | Arbitrage : Deana Cuglietta Juges de lignes : Marine Dinant Jamie Fenstermacher |
| 12 min           | Pénalités        | 6 min               | | Arbitrage : Deana Cuglietta Juges de lignes : Marine Dinant Jamie Fenstermacher |
| 16               | Tirs             | 34                  | | Arbitrage : Deana Cuglietta Juges de lignes : Marine Dinant Jamie Fenstermacher |

| 29 mars 2016 | Danemark | 3-2 (2-1, 1-0, 0-1) | Norvège | Aalborg Gigantium 215 spectateurs |

| Feuille de match | Feuille de match                                                                                          | Feuille de match                                                  | Feuille de match                                                                | Feuille de match                                                    |
| ---------------- | --- | ----------------------------------------------------------------- | ------------------------------------------------------------------------------- | ------------------------------------------------------------------- |
|                  | Jakobsen (Asperup) — 3 min 17 s Gregersen (Brix) — 5 min 12 s - Jakobsen (Weis, Andersen) — 26 min 28 s - | 1-0 2-0 2-1 3-1 3-2                                               | - Dalen (Holos, Pedersen) — 16 min 36 s - Dalen (Henriksen, Holos) — 49 min 9 s | Arbitrage : Henna Aberg Juges de lignes : Liv Andersson Magali Anex |
| Lisa Jensen      | Gardiens                                                                                                  | Karoline Johanne Aarvik (5 min 12 s) Ingrid Sandven (54 min 33 s) |                                                                                 | Arbitrage : Henna Aberg Juges de lignes : Liv Andersson Magali Anex |
| 4 min            | Pénalités                                                                                                 | 10 min                                                            |                                                                                 | Arbitrage : Henna Aberg Juges de lignes : Liv Andersson Magali Anex |
| 26               | Tirs | 23                                                                |                                                                                 | Arbitrage : Henna Aberg Juges de lignes : Liv Andersson Magali Anex |

| 31 mars 2016 | Allemagne | 1-3 (0-2, 0-0, 1-1) | Autriche | Aalborg Gigantium 102 spectateurs |

| Feuille de match | Feuille de match | Feuille de match | Feuille de match                         | Feuille de match                                                    |
| ---------------- | --- | ---------------- | ---------------------------------------- | ------------------------------------------------------------------- |
|                  | Beiter Schwarzler (Meixner) — 5 min 53 s Meixner (Kantor, Fazokas) — 13 min 6 s - Schafzahl (Wittich) — 59 min 16 s (CV) | 0-1 0-2 1-2 1-3  | - Anwander (Spielberger) — 45 min 39 s - | Arbitrage : Henne Aberg Juges de lignes : Liv Andersson Magali Anex |
| Ivonne Schroder  | Gardiens | Theresa Hornich  |                                          | Arbitrage : Henne Aberg Juges de lignes : Liv Andersson Magali Anex |
| 6 min            | Pénalités | 4 min            |                                          | Arbitrage : Henne Aberg Juges de lignes : Liv Andersson Magali Anex |
| 20               | Tirs | 26               |                                          | Arbitrage : Henne Aberg Juges de lignes : Liv Andersson Magali Anex |

| 31 mars 2016 | Norvège | 4-3 (pr) (0-1, 2-1, 1-1, 1-0) | Slovaquie | Aalborg Gigantium 253 spectateurs |

| Feuille de match | Feuille de match                                                                                               | Feuille de match            | Feuille de match                                                                                         | Feuille de match                                                                     |
| ---------------- | --- | --------------------------- | --- | ------------------------------------------------------------------------------------ |
|                  | - Fischer — 28 min 34 s Henriksen — 32 min 7 s - Dalen (Henriksen, Morset) — 41 min 33 s - Aakre — 61 min 44 s | 0-1 1-1 2-1 2-2 3-2 3-3 4-3 | Lucova (Ihnatova) — 10 min 55 s - Lucova (Ihnatova, Kapustova) — 36 min 20 s - Kapustova — 46 min 59 s - | Arbitrage : Katie Guay Juges de lignes : Jamie Fenstermacher Trine Viskum Phillipsen |
| Ingrid Sandven   | Gardiens | Romana Kiapesova            | | Arbitrage : Katie Guay Juges de lignes : Jamie Fenstermacher Trine Viskum Phillipsen |
| 6 min            | Pénalités | 6 min                       | | Arbitrage : Katie Guay Juges de lignes : Jamie Fenstermacher Trine Viskum Phillipsen |
| 38               | Tirs | 20                          | | Arbitrage : Katie Guay Juges de lignes : Jamie Fenstermacher Trine Viskum Phillipsen |

| 31 mars 2016 | France | 4-2 | Danemark | Aalborg Gigantium 365 spectateurs |

| Feuille de match | Feuille de match | Feuille de match        | Feuille de match                                                                    | Feuille de match                                                    |
| ---------------- | --- | ----------------------- | ----------------------------------------------------------------------------------- | ------------------------------------------------------------------- |
|                  | - Passard (Allemoz, Aurard) — 10 min 31 s (SN) Passard (Allemoz, Parment) — 13 min 52 s (SN) - Allemoz (Passard, Aurard) — 50 min 3 s (SN) Allemoz — 58 min 59 s (CV) | 0-1 1-1 2-1 2-2 3-2 4-2 | Brix (Glud, Østergaard) — 6 min 48 s - Persson (Glud, Jakobsen) — 33 min 5 s (SN) - | Arbitrage : Yana Zueva Juges de lignes : Amy Lack Michaela Stefkova |
| Caroline Baldin  | Gardiens | Lisa Jensen             |                                                                                     | Arbitrage : Yana Zueva Juges de lignes : Amy Lack Michaela Stefkova |
| 8 min            | Pénalités | 8 min                   |                                                                                     | Arbitrage : Yana Zueva Juges de lignes : Amy Lack Michaela Stefkova |
| 18               | Tirs | 21                      |                                                                                     | Arbitrage : Yana Zueva Juges de lignes : Amy Lack Michaela Stefkova |

## Classement
Pour les significations des abréviations, voir statistiques du hockey sur glace.
| Clt   | Équipe        | PJ | V | VP | D | DP | BP | BC | Diff | Pts |
| ----- | ------------- | -- | - | -- | - | -- | -- | -- | ---- | --- |
| +001, | Allemagne (R) | 5  | 4 | 0  | 1 | 0  | 16 | 7  | +9   | 12  |
| +002, | France        | 5  | 4 | 0  | 1 | 0  | 15 | 9  | +6   | 12  |
| +003, | Autriche      | 5  | 3 | 1  | 1 | 0  | 16 | 10 | +6   | 11  |
| +004, | Danemark      | 5  | 2 | 0  | 3 | 0  | 13 | 14 | -1   | 6   |
| +005, | Norvège       | 5  | 0 | 1  | 3 | 1  | 10 | 17 | -7   | 3   |
| +006, | Slovaquie (P) | 5  | 0 | 0  | 4 | 1  | 7  | 20 | -13  | 1   |

- Promu en Division Élite en 2017
- Relégué en Division I B en 2017

## Statistiques individuelles
Pour les significations des abréviations, voir statistiques du hockey sur glace.
| Clt | Joueuse                     | Équipe    | PJ | B | A | Pts | Pun | +/- |
| --- | --------------------------- | --------- | -- | - | - | --- | --- | --- |
| 1   | Laura Kluge                 | Allemagne | 5  | 6 | 3 | 9   | 2   | +4  |
| 2   | Marion Allemoz              | France    | 5  | 5 | 4 | 9   | 0   | +4  |
| 3   | Manuela Anwander            | Allemagne | 5  | 3 | 6 | 9   | 0   | +3  |
| 4   | Josefine Jakobsen           | Danemark  | 5  | 3 | 3 | 6   | 16  | -2  |
| 4   | Emmanuelle Passard          | France    | 5  | 3 | 3 | 6   | 2   | +3  |
| 6   | Janine Weber                | Autriche  | 5  | 4 | 1 | 5   | 4   | +3  |
| 7   | Eva Maria Beiter Schwarzler | Autriche  | 5  | 3 | 2 | 5   | 4   | +4  |
| 7   | Anna Meixner                | Autriche  | 5  | 3 | 2 | 5   | 4   | +6  |
| 9   | Denise Altmann              | Autriche  | 5  | 2 | 3 | 5   | 2   | +9  |
| 9   | Silke Glud                  | Danemark  | 5  | 2 | 3 | 5   | 0   | -2  |

| Clt | Joueur           | Équipe    | PJ | Min          | BC | Moy  | %Arr  | Bl |
| --- | ---------------- | --------- | -- | ------------ | -- | ---- | ----- | -- |
| 1   | Jennifer Harss   | Allemagne | 5  | 180 min 0 s  | 2  | 0,67 | 96,23 | 2  |
| 2   | Caroline Baldin  | France    | 5  | 180 min 0 s  | 4  | 1,33 | 94,29 | 0  |
| 3   | Lisa Jensen      | Danemark  | 5  | 218 min 33 s | 6  | 1,65 | 92,59 | 0  |
| 4   | Theresa Hornich  | Autriche  | 5  | 284 min 18 s | 7  | 1,48 | 92,47 | 0  |
| 5   | Caroline Lambert | France    | 5  | 120 min 0 s  | 5  | 2,50 | 91,38 | 1  |
| 6   | Romana Kiapesova | Slovaquie | 5  | 240 min 26 s | 14 | 3,49 | 89,23 | 0  |
| 7   | Ingrid Sandven   | Norvège   | 5  | 241 min 17 s | 11 | 2,74 | 88,30 | 0  |

Pour les significations des abréviations, voir statistiques du hockey sur glace.
Nota : seules sont classées les gardiennes ayant joué au minimum 40 % du temps de jeu de leur équipe.